# NGC 453
NGC 453 — тройная звезда в созвездии Рыбы.
Объект открыл 10 ноября 1881 года французский астроном Жан Мари Эдуар Стефан с помощью рефракторного телескопа в Марселе вместе с двумя другими: NGC 451 и NGC 449, причём координаты были им определены с микрометрической точностью. Все три звезды находятся на одной прямой, однако Стефану удалось предположить, что объект состоит из «одной или двух» звёзд, что, в условиях не идеальных для наблюдения делало его похожим на туманность. Дрейер описывал этот объект как «очень тусклый, очень маленький объект с очень тусклой звездой».
Этот объект входит в число перечисленных в оригинальной редакции «Нового общего каталога».